# Lago di Beauregard
Il lago di Beauregard (pron. fr. AFI: [boʁəɡaʁ]) è un bacino artificiale della Valle d'Aosta. Si trova in Valgrisenche a un'altezza di 1.710 m s.l.m.
Insieme al lago di Place-Moulin è uno dei laghi più grandi della Valle d'Aosta.

## Storia

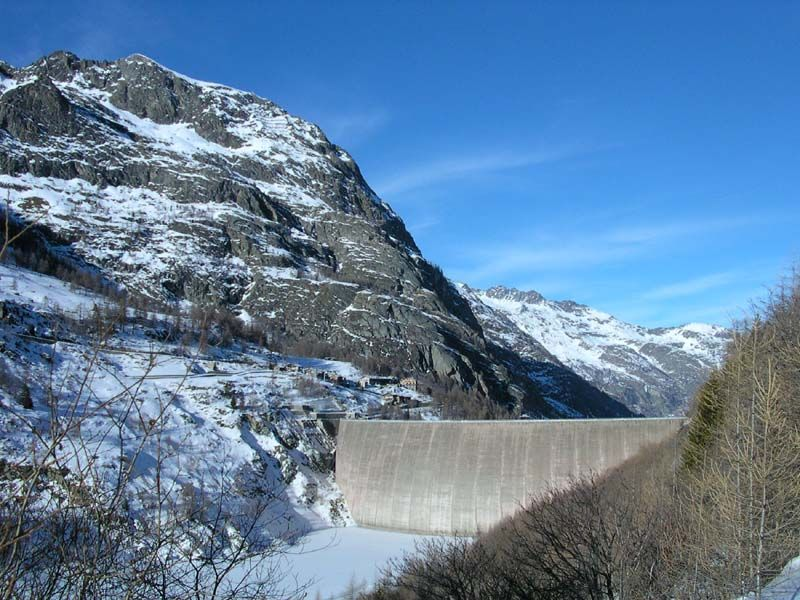
La diga in inverno prima dei lavori di abbassamento avvenuti tra il 2011-2015

Lo sbarramento che ha dato forma al lago, realizzato da una diga ad arco-gravità a doppia curvatura con struttura simmetrica, in calcestruzzo, venne costruito nel 1957 dalla Società Idroelettrica Piemontese (SIP). Nell'occasione, furono sommersi in via definitiva cinque villaggi di Valgrisenche abitati tutto l'anno, le cui case sono successivamente sommerse dalle acque, e due frazioni più alte, che si troveranno ad affacciarsi sulle sponde del lago: Beauregard (da cui prenderà il nome la diga), Sevey, Suplun, Fornet, Chappuis, Usellières e Surier.
La costruzione della diga si rivelò fin dai collaudi dei primi anni sessanta parzialmente inutile: per problemi di stabilità del terreno lungo le sponde del lago (una lenta frana che interessa la sinistra orografica del lago, simile a quella del Vajont) e di sorgive a valle, tanto che la capacità del serbatoio - progettato per contenere circa 70 milioni di metri cubi d'acqua alla quota di massimo invaso di 1.770 m - fu limitata a circa 2 milioni di metri cubi. Questa misura di prudenza ha riportato alla luce il villaggio di Fornet, che sarebbe dovuto scomparire interamente sotto le acque del lago.
Dal 2011 al 2015 è stato in opera un cantiere per l'abbassamento della diga, il cui coronamento sorgeva alla quota di 1.772 m: la prima operazione effettuata è stata la creazione di un piccolo invaso a monte della diga stessa per permettere alla centrale idroelettrica di Avise di continuare a produrre energia durante i lavori alla diga veri e propri, mentre i lavori di demolizione sono iniziati il 20 ottobre 2011 e terminati nell'ottobre 2014. Con l'abbassamento di cinquantadue metri della quota di coronamento, la diga è passata dai precedenti 132 metri di altezza agli attuali 80 metri. La demolizione è stata effettuata con una serie di 56 cariche esplosive.